# Bảo tàng Đá phiến Quốc gia
Bảo tàng Đá phiến Quốc gia (trước đây là Bảo tàng Đá phiến Wales và Bảo tàng Khai thác đá Bắc Wales) nằm tại Gilfach Ddu (xưởng khai thác đá phiến Dinorwic), làng Llanberis, hạt Gwynedd, Bắc Wales. Nó là một điểm dừng của Tuyến đường di sản công nghiệp châu Âu và là một phần của Amgueddfa Cymru – Bảo tàng Quốc gia Wales.